# Tweedmouth
Tweedmouth är en ort i civil parish Berwick-upon-Tweed, i grevskapet Northumberland i England. Orten är belägen 13 km från Eyemouth. Tweedmouth var en civil parish fram till 1974 när blev den en del av Berwick-upon-Tweed unparished area. Civil parish hade 6 410 invånare år 1951.